# Europejskie Towarzystwo Kardiologiczne
Europejskie Towarzystwo Kardiologiczne, ESC (od ang. European Society of Cardiology) – europejskie towarzystwo naukowe zrzeszające ponad 53 000 osób zajmujących się problemami chorób serca i naczyń, głównie kardiologów. Zostało założone 2 września 1950 roku podczas I Światowego Kongresu Kardiologicznego w Paryżu. W jego skład wchodzi 50 towarzystw kardiologicznych z poszczególnych europejskich państw (w tym Polskie Towarzystwo Kardiologiczne), 5 stowarzyszeń, 19 grup roboczych. 
Główna siedziba ESC znajduje się od 1993 w Sophia-Antipolis niedaleko Nicei.
Od 1988 corocznie na przełomie sierpnia i września odbywają się kongresy naukowe ESC, podczas których prezentowane są wyniki najnowszych prac badawczych z zakresu chorób serca i naczyń krwionośnych. Uczestniczy w nich około 20 tysięcy osób. 
Towarzystwo wydaje 13 specjalistycznych czasopism, w tym „European Heart Journal", „Cardiovascular Research", „European Journal of Heart Failure", „Europace", „European Heart Journal – Cardiovascular Imaging", „European Journal of Cardiovascular Nursing", „EuroIntervention" i „European Journal of Preventive Cardiology".
W skład ESC wchodzi szereg niezależnych stowarzyszeń naukowych:
- Acute Cardiovascular Care Association (ACCA)
- Association of Cardiovascular Nursing & Allied Professions (ACNAP)
- European Association of Cardiovascular Imaging (EACVI)
- European Association of Preventive Cardiology (EAPC)
- European Association of Percutaneous Cardiovascular Interventions (EAPCI)
- European Heart Rhythm Association (EHRA)
- Heart Failure Association (HFA)
- European Association for Cardiovascular Prevention & Rehabilitation (EACPR)

Prezesem ESC w latach 2004–2006 był Michał Tendera.